# Еревански научноизследователски институт по математически машини
Ереванският научноизследователски институт по математически машини (на арменски: Երևանի մաթեմատիկական մեքենաների գիտահետազոտական ինստիտուտ) е изследователски институт в Ереван, Армения. Той е първият национален институт в областта на информационните технологии и изчислителната техника. Основан е през 1956 г. Разположен е на улица „Акопян“ № 3. От 2020 г. ръководител на института е Ромик Ф. Арутюнян.

## История
Институтът по математически машини в Ереван е създаден по инициатива на академиците Виктор Амбарцумян, Арташес Шахинян и Андроник Иосифян. Открит е през юни 1956 г. и става част от Министерството на автоматизацията и уредите. Специализира се в създаването на компютри и системи за управление, базирани на тях. От основаването си институтът се ръководи от известния арменски учен Сергей Мергелян. Става известен като „Институт Мергелян“ и е наричан така до наши дни.
През следващите няколко години се провежда структурното формиране на института. Открити са отдели, отговорни за разработването на хардуерни и софтуерни части и пилотно производство. През 1957 – 1958 г. е завършена първата значима дейност – модернизацията на компютъра M-3.
От края на 50-те до началото на 90-те години на XX век институтът разработва и произвежда няколко компютърни модела, включително модел „Наири“, серията ЕС ЕИМ и специални изчислителни системи в пилотния завод, който комбинира производствени съоръжения. Серийното производство на компютри се извършва в Казанския компютърен завод, Бакинския компютърен завод, завод „Електрон“, радиотехническия завод във Виница, българския завод „Електроника“ в София и други предприятия.
До началото на 90-те години на XX век броят на служителите достига 7000 души. За постиженията си институтът е награден с орден „Червено знаме на труда“ и два пъти с наградата „Ленинска премия“. Служителите многократно стават лауреати на Държавната награда на СССР, Държавната награда на Армения и наградата на Ленинския комсомол на СССР и Армения.
През 1989 г. институтът става организация майка на научно-производственото обединение „Севан“.
През 1992 г. част от подразделенията, участващи в разработването на компютърни системи и глобални (териториални) автоматизирани системи за управление, се отделя в отделна организация – Еревански изследователски институт за автоматизирани системи за управление (присъединен отново през 2010 г.).
През 2002 г. институтът става собственост на Русия, а през 2008 г. е прехвърлен на руската компания „Ситроникс“.

## Ръководители
- Сергей Мергелян (1956 – 1960)[2]
- Гурген Саркисян (1960 – 1963)[2]
- Фадей Саркисян (август 1963 – 1977)[2]
- Мигран Семерджян (1977 – 1987)[2]
- А. Сароян (1987 – 1989)[2]
- Григор Карапетян (1989 – 1992)[2]
- Ромик Ф. Арутюнян (от 2020 г.)[2]